# 阿爾默洛

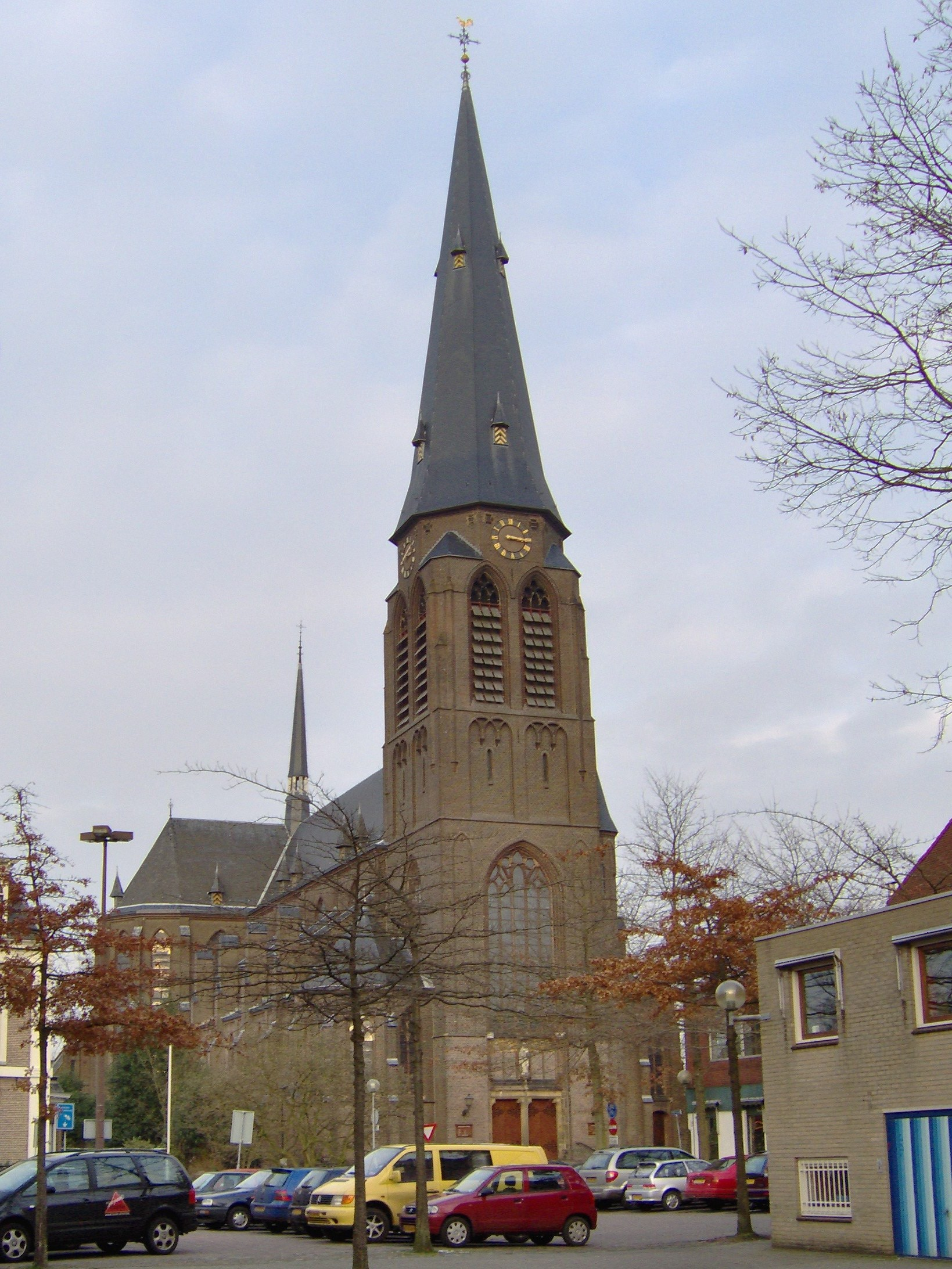

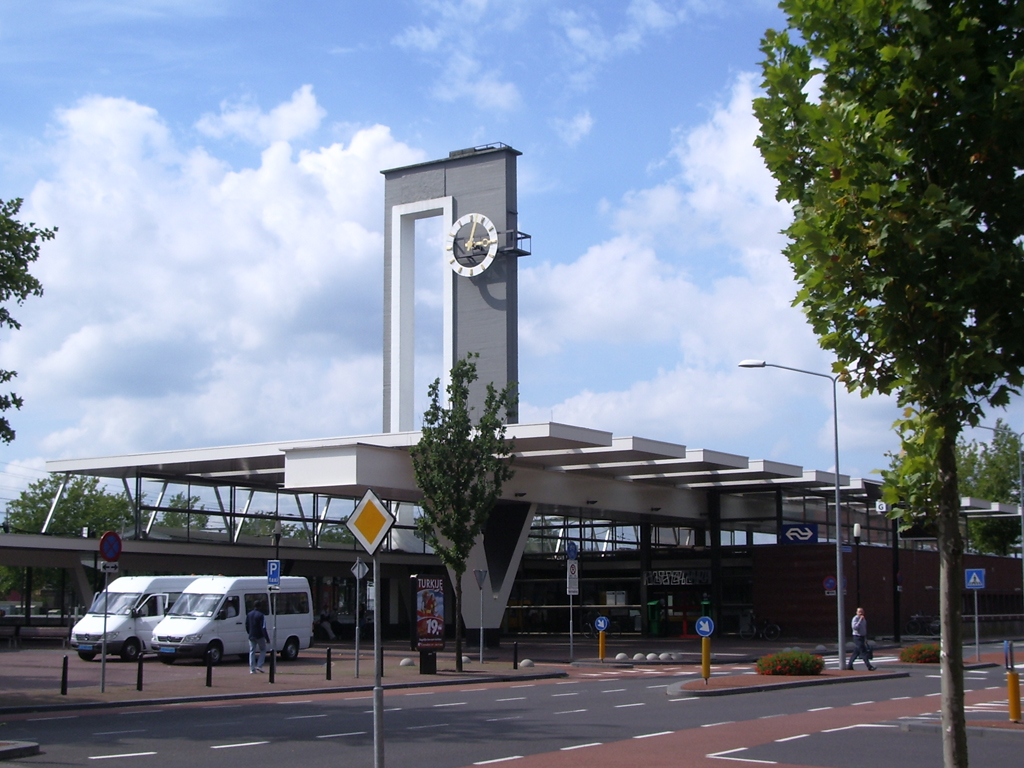

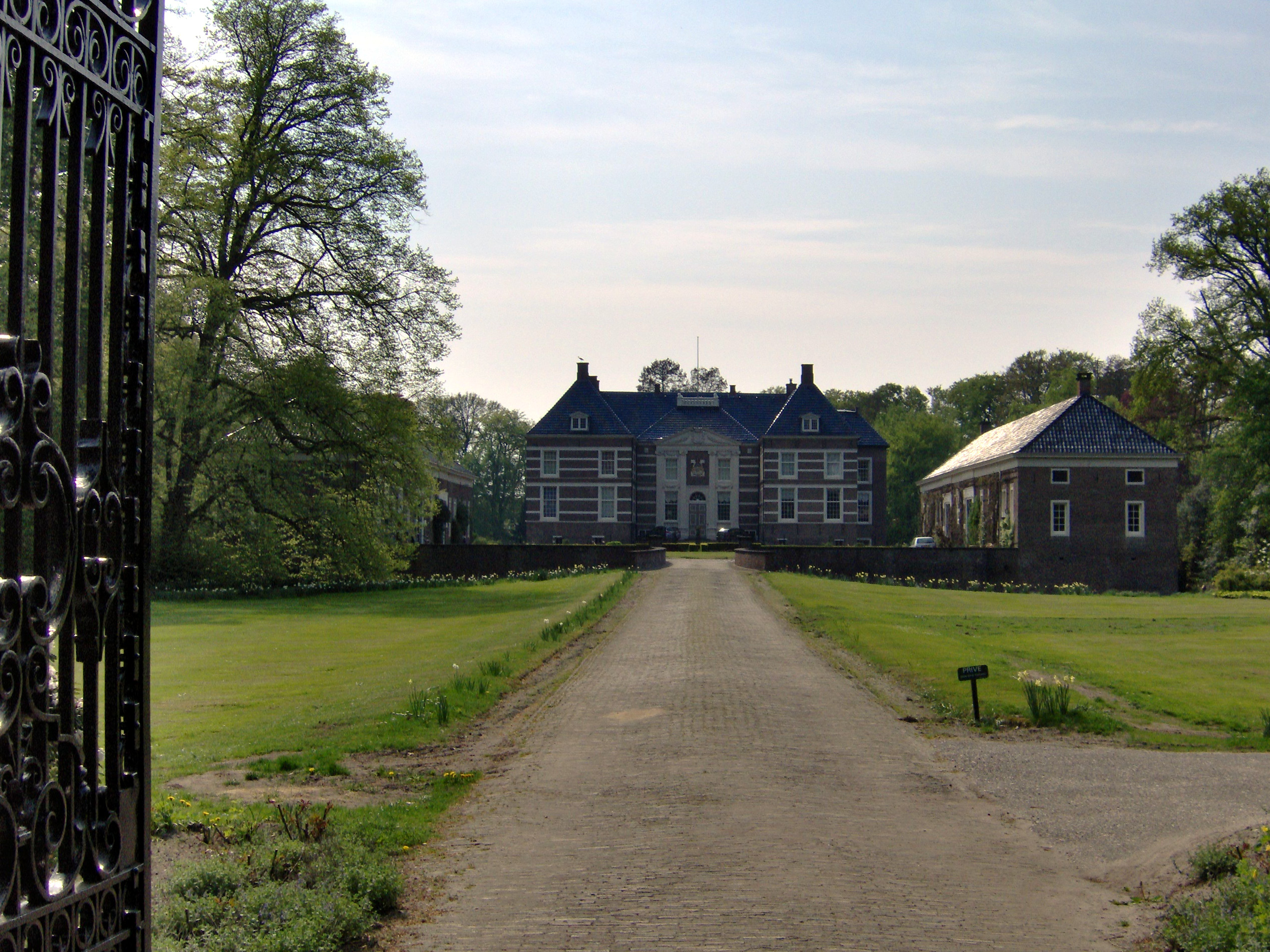

阿爾默洛（荷蘭語：Almelo，荷蘭語：[ˈɑlməloː] ⓘ）是荷蘭上艾瑟尔省的城市和市镇，位於該國東部，距離與德國接壤的邊境10公里，面積69.4平方公里，2007年人口72,103，人口密度為每平方公里1,069人。

## 外部連結
- AlmeloNet.nl （页面存档备份，存于）
- .   [2012-05-12]. （原始内容存档于2009-06-20）.
- 官方网站